# Sója Miklós
Sója Miklós (Timár 1912. május 18. – ? 1996. augusztus 19.) görögkatolikus pap volt. 1941 és 1981 között dolgozott Hodászon, a helyi cigány közösséggel. Működése során templomot építettek a cigánytelepre, megtanította írni-olvasni a fiatalokat. Sója Miklós munkájának hatása máig érezhető Hodászon, a cigány közösségben.

## Életpályája
Édesapja gazdálkodó, édesanyja háztartásbeli, öt gyermekük született. Sója Miklós édesanyja mélyen vallásos volt, nagy hatást gyakorolt rá, ezért választotta a papi pályát. Az elemi iskola négy osztályát Timáron végezte, majd Nagykállóba került gimnáziumba, ahol akkor Ady Lajos volt az igazgató. Az iskola legjobb tanulója volt, már ott tanult latinul és görögül.
Érettségi után a Pázmány Péter Tudományegyetem Teológiai Karán tanult tovább. 1937-ben megnősült Kohut Erzsébettel, a kenézlői görögkatolikus esperes lányával. Három gyermekük született. Pappá szentelése után Nyíregyházán volt segédlelkész és hitoktató négy évig. 1941-ben Dudás Miklós püspök Hodászra helyezte.
Negyven éven keresztül Hodászon szolgált. 1981-ben vonult nyugdíjba, a városmajori plébánián tartotta aranymiséjét. Közben beköltözött a nyíregyházi papi otthonba. 1996 augusztus 19-én hunyt el.

## Hodászi állapotok a negyvenes években

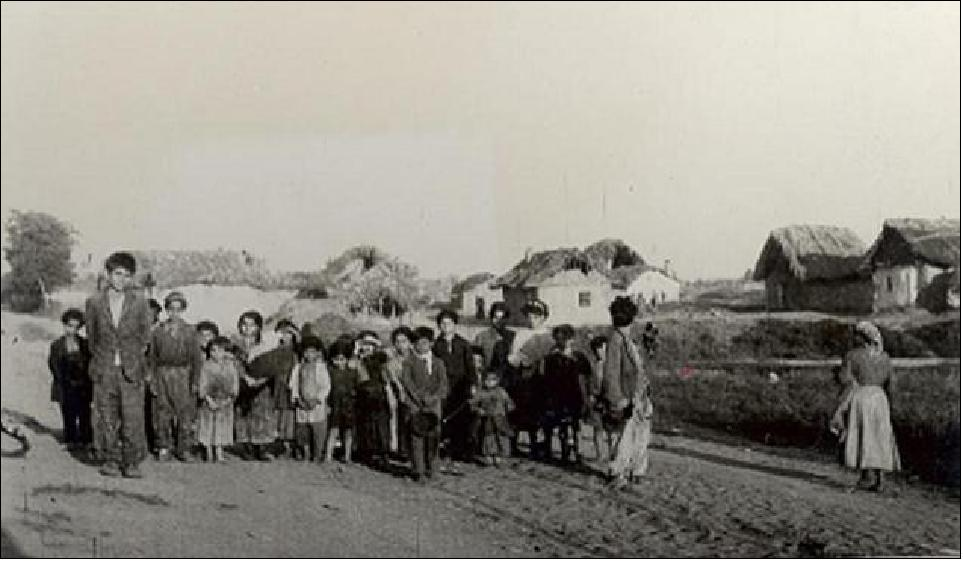
Negyvenes évek

Azt a területet, ahol a cigányok laktak, Kolerásnak nevezték, mert itt volt a falu dögkútja. 1000-1500 cigány élt itt, nagy részük oláh cigány, a kisebbség romungró volt.
"1941-ben Dudás püspök Hodászra helyezett. Nem tudta azt a püspököm, hogy ottan cigányok is vannak, én se tudtam. Csak egyszer elvetődtem a cigánytelepre megérkezésem után nemsokára. Majdnem gyökeret vert a lábam, a bámulattól, amikor megláttam a rettenetes szennytengerben a földbe ásott kunyhók össze-vissza sokaságát. Mint afféle Kolombusz féle felfedező felkiáltottam magamban: de hiszen ez a sziget nincsen rajta a püspöki térképen!
Egy tágasabb falusi portánál is alig elégséges területen tömérdek tákolt, düledező kalyiba, földbe ásott kunyhó éktelenkedik, belül egymás hegyén-hátán emberek, ruha jóformán csak némelyiken. Az egész telepen nincs egyetlen kút, egyetlen WC sem. 
Első látogatásomkor megállapítottam, hogy ha ezeket is embereknek veszem, akkor nekem nem 1500 hanem 3000 emberhez küldtek. Megengedték, hogy néhány kunyhóba benézzek. Fejemet mélyen meg kellett hajtani, hogy beléphessek, óvatosan lefelé lépve jutottam a pince mélyére, ahol ömlesztve éltek s csak némelyiken volt egy-egy darab ruha. A szegénység, éhínség, tisztátalanság, a meztelenség, a bűn látszott rajtuk."

## Hitéleti tevékenysége
Miklós atya megtanult cigányul, lefordította cerhari cigány nyelvre Aranyszájú Szent János liturgiáját, így az istentiszteletet a cigányok már saját nyelvükön végezhették.
Templomuk nem lévén, nem tudtak templombúcsút tartani, így minden év szeptember 14-én Máriapócsra zarándokoltak el Keresztfelmagasztalás ünnepére, megemlékezve arról, hogy Krisztus értük is feláldoztatott.

## Cigánytemplom
A negyvenes években a közösség esténként más-más háznál, putrinál gyűlt össze, imádkoztak, énekeltek, meghallgatták a tanítást, dicsérték Istent. A prédikációk helyszínéül szolgáló árokpartot az ötvenes években saját kápolna váltotta fel, melyet a romák vályogból építettek saját kezükkel. A Vatikánból – VI. Pál pápa személyes ajándékaként – ezer dollárt kapott a közösség templomi kellékekre. A kápolna falán az ikonok mellett az abc betűi is jelen voltak, jelezve a tanulás fontosságát.

## Szociális munkája
"Legfontosabb feladat a nevelés. Személyi higiénia, mossanak kezet, de nem árt, ha lábat is mosnak. Tisztálkodáshoz tartozik a WC is."
A rászorulóknak ruhákat, cipőket adott. "Lábjegyzet füzet"-nek hívta azt a listát, ahol nyilvántartotta a fiatalok lábméreteit, és így tudta kiutalni az adományokból származó cipőket.

## Hatósági zaklatások
Sója Miklós tevékenységét a hatóságok gyanakodva figyelték. Az ötvenes évek elején ki akarta hallgatni az ÁVH. A kihallgatása előtti estén búcsúmisét tartott a cigányoknak, és elmondta, hogy mire számít másnap. Reggel a cigányok felvonultak a tanács elé, és kiálltak a papjuk mellett.
1956 után a politikai vezetés úgy gondolta, hogy Miklós atya elvonja a cigány fiatalokat a KISZ-től, ezért akadályozták a munkáját. Sója Miklós válaszul létrehozta a templomi KISZ-szervezetet.
A máriapócsi zarándoklatok is zavarták a hatóságokat. Sója Miklós a püspökét többször kérte, hogy álljon ki mellette, és végül megkapta a szükséges támogatást.

## Öröksége
Miklós atya örökségét Mosolygó Béla vitte tovább. Szolgálata idején új templom építésébe kezdtek, melyet az 1992-től szolgáló Gelsei Gábor esperes alatt szenteltek fel 1995-ben. 1997-től működik a közösségi ház, mely alkalmat teremt az együttlétre, emellett helyet biztosít felzárkóztató és oktatási programoknak is. Többen fejezték be itt az általános iskolát, szereztek szakmát, OKJ-s bizonyítványt (dajka, szociális gondozó, ápoló, virágkötő).
2000-ben nyitották meg a Szent Illés Szeretetotthont, ahol a szakszerű munkát képzett cigány dolgozók látják el. Az intézménykomplexumon belül létrehozták a Családok Átmeneti Otthonát, mely anyáknak és gyermekeiknek biztosít szállást, valamint háromszori étkezést egy illetve másfél évig, vagy amíg meg nem tudják oldani lakásgondjaikat.
2006-2009 között tanodai felzárkóztató programot indítottak, melyben önkéntesek – pedagógusok, papok, teológusok, főiskolai hallgatók – segítették a munkát. A program keretében diákjaik a főtantárgyakból (magyar, matematika, német, hittan) különórákon vesznek részt. Ennek köszönhetően iskolai eredményeik javultak, többen tanultak tovább, többen érettségiztek, sőt vannak, akik főiskolára járnak.
Egy új, modern óvodát is felépítettek, ahol a katolikus nevelésre fektetik a hangsúlyt, figyelembe véve a cigány kultúra sajtosságait. Az intézményeket és a telep lakóit a Szociális Konyha szolgálja ki.